# Maillardville-Coquitlam (circonscription britanno-colombienne)
Pour les articles homonymes, voir Coquitlam (homonymie).
Circonscription électorale provinciale du Canada
Maillardville-Coquitlam est une ancienne circonscription provinciale de la Colombie-Britannique représentée à l'Assemblée législative de la Colombie-Britannique de 1979 à 1991.

## Géographie
La circonscription représentait la ville de Coquitlam et de Maillardville dans la région de Vancouver.

## Liste des députés
| Législature                                                | Années                                                     | Député                                                     | Député                                                     | Parti                                                      |
| Maillardville-Coquitlam Circonscription issue de Coquitlam | Maillardville-Coquitlam Circonscription issue de Coquitlam | Maillardville-Coquitlam Circonscription issue de Coquitlam | Maillardville-Coquitlam Circonscription issue de Coquitlam | Maillardville-Coquitlam Circonscription issue de Coquitlam |
| ---------------------------------------------------------- | ---------------------------------------------------------- | ---------------------------------------------------------- | ---------------------------------------------------------- | ---------------------------------------------------------- |
| 32e                                                        | 1979–1983                                                  |                                                            | Norman Levi                                                | Néo-démocrate                                              |
| 33e                                                        | 1983–1986                                                  |                                                            | John Michael Parks                                         | Créditiste                                                 |
| 34e                                                        | 1986–1991                                                  |                                                            | John Massey Cashore                                        | Néo-démocrate                                              |
| Circonscription abolie, voir Coquitlam-Maillardville       |                                                            |                                                            |                                                            |                                                            |